# Robert Dalva
Robert Dalva (* 14. April 1942 in New York City; † 27. Januar 2023 in Larkspur, Marin County, Kalifornien) war ein US-amerikanischer Filmeditor, der auch gelegentlich als Kameramann und Filmregisseur arbeitete.

## Leben und Werk
Der 1942 in New York City geborene Dalva gab sein Debüt als Editor 1969 mit dem Film Lions Love, der von Agnès Varda inszeniert wurde. 1979 war er an Der schwarze Hengst beteiligt und wurde hierfür für den Oscar nominiert. Zwei Jahre darauf inszenierte er mit Der schwarze Hengst kehrt zurück die Fortsetzung dieses Films und gab damit sein Debüt als Regisseur. In den 1990er Jahren war Dalva gelegentlich als Kameramann tätig, unter anderem für die Serie Nash Bridges. Erste Erfahrungen als Kameramann hatte er bereits 1977 mit Film Krieg der Sterne gemacht, bei dem er als Second-Unit-Kameramann tätig war.

## Filmografie (Auswahl)
- 1979: Der schwarze Hengst (The Black Stallion)
- 1983: Der schwarze Hengst kehrt zurück (The Black Stallion Returns)
- 1992: Mein Bruder Kain (Raising Cain)
- 1995: Jumanji
- 1999: October Sky
- 2001: Jurassic Park III
- 2004: Hidalgo – 3000 Meilen zum Ruhm (Hidalgo)
- 2008: Touching Home
- 2011: Captain America: The First Avenger
- 2012: Knife Fight – Die Gier nach Macht (Knife Fight)
- 2013: Lovelace
- 2013: Sweetwater – Rache ist süß (Sweetwater)
- 2015: Die Entführung von Bus 657 (Heist)